# カイ山
カイ山（スペイン語、Cay）とは、南アメリカ大陸の西部を南北に連なる、アンデス山脈の南部を構成する山の1つである。

## 地理

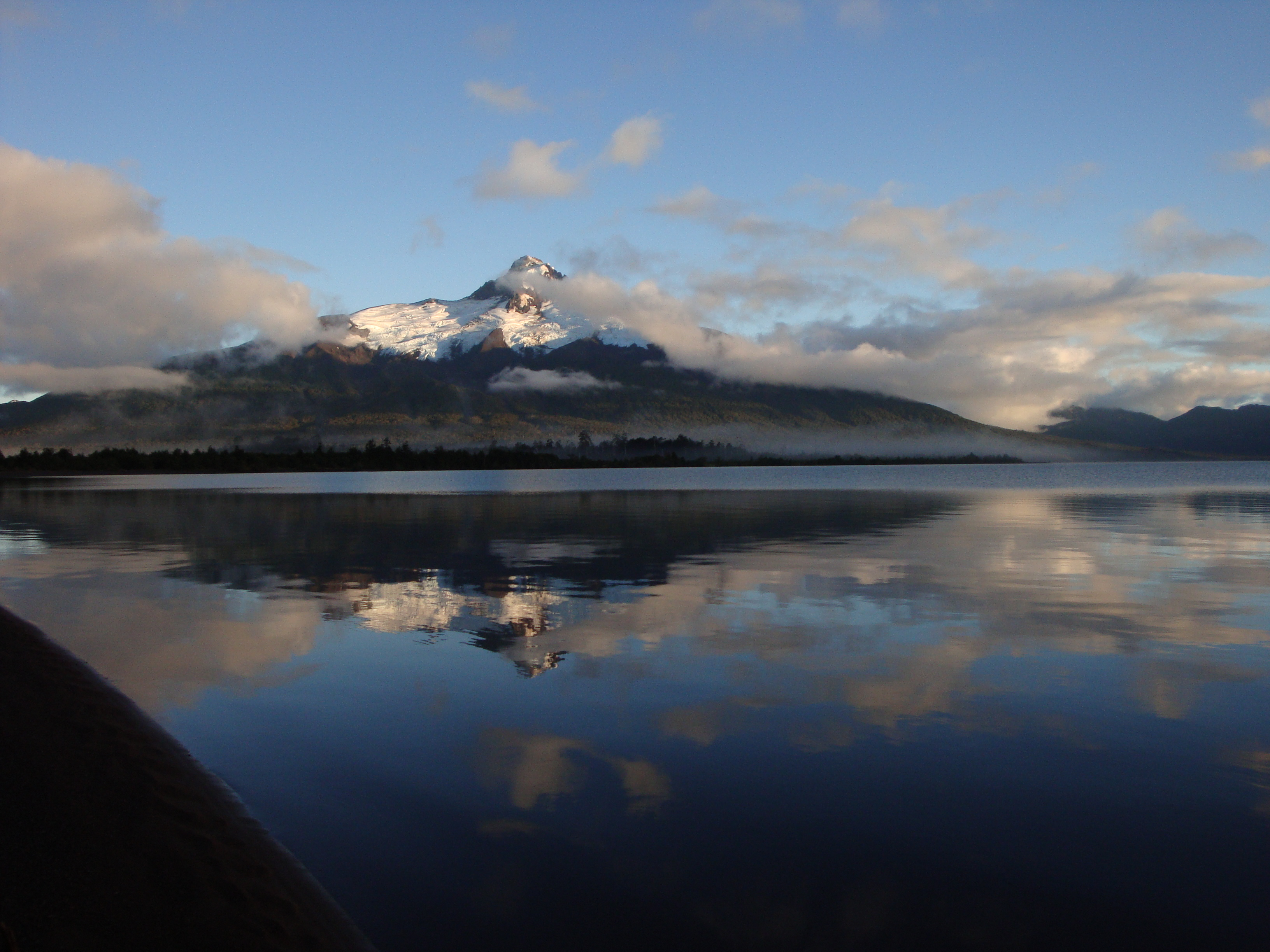
ユルトン湖から見たカイ山。

カイ山の山頂の標高は、約2090 mである。この山は、おおよそ南緯45度03分45秒、西経72度59分09秒付近に位置しており、この場所はチリ南部のアイセン・デル・ヘネラル・カルロス・イバニェス・デル・カンポ州に属している。なお、この辺りは環太平洋造山帯の一部であり、付近には火山

の多い場所としても知られている。カイ山に噴火の記録は存在しないものの、かつてこの山は成層火山として形成されたと考えられている。